# (8191) Mersenne
(8191) Mersenne ist ein im inneren Hauptgürtel gelegener Asteroid, der am 20. Juli 1993 vom belgischen Astronomen Eric Walter Elst am La-Silla-Observatorium (IAU-Code 033) der Europäischen Südsternwarte in Chile entdeckt wurde. Er wurde aber auch schon früher gesichtet.
Der Himmelskörper wurde am 11. April 1998 nach dem französischen Theologen, Mathematiker und Musiktheoretiker Marin Mersenne (1588–1648) benannt, der 1611 dem Paulanerorden beitrat und die modernen Naturwissenschaften, die physikalischen und astronomischen Theorien von Galileo Galilei und die Philosophie René Descartes’ unterstützte.
Berühmt ist seine Liste von – seiner Vermutung nach – Primzahlen, die man heute Mersenne-Primzahlen nennt und die 1634 veröffentlichte Schrift Les Mechaniques de Galilée, seine kommentierte Übersetzung des um 1593 verfassten Manuskripts La Mecaniche von Galilei, mit der er maßgeblich für die Verbreitung der Goldenen Regel der Mechanik sorgte.